# 7311-es mellékút (Magyarország)
A 7311-es számú mellékút egy négy számjegyű mellékút Veszprém vármegye középső részén; Nagyvázsony és Vigántpetend számára biztosít közúti kapcsolatokat a térségen áthaladó 77-es főúttal. Mindkét végpontján e főúthoz csatlakozik.

## Nyomvonala
A 77-es főútból dél felé kiágazva indul, annak 18+250 kilométerszelvényénél, Nagyvázsony belterületének északi szélén. Az első, bő 1,1 kilométeres szakaszán a Rákóczi utca nevet viseli, majd egy elágazáshoz ér a község központjában. Délkelet felől itt torkollik bele a 7312-es út, 13,5 kilométer megtétele után, Kinizsi Pál utca néven Zánka felől; ezt a nevet és nagyjából ugyanezt az északnyugat felé vezető irányt innentől egy darabig a 7311-es viszi tovább.
Másfeledik kilométere előtt (a faluközpontban) viszont délnyugatnak fordul, és Petőfi Sándor utca lesz a neve; hamarosan elhagyja a központot, 2+400 kilométerszelvényénél Nemesleányfalu településrész délkeleti szélén halad el, majd 4,7 kilométer megtétele után átlép Szentjakabfa közigazgatási területére. A falunak csak a legészakibb külterületein húzódik, majdnem pontosan 1 kilométernyi hosszban, messze annak lakott területétől, amivel közúti kapcsolata sincs, majd az 5+700-as kilométerszelvényétől már Vigántpetend területén jár. Egy erősen szerpentines szakasza után, 8 kilométer után ér be a községbe, ahol Kossuth Lajos utca néven halad végig, először Vigánt, majd Zalapetend településrészeken. A 77-es útba visszatorkollva ér véget, annak 27+550 kilométerszelvényénél.
Teljes hossza, az országos közutak térképes nyilvántartását szolgáló kira.gov.hu adatbázisa szerint 8,956 kilométer.

## Települések az út mentén
- Nagyvázsony
- (Szentjakabfa)
- Vigántpetend

## Rendkívüli események
- 1970. február 5-én hajnali 3 óra körül az útnak 1962-ben, Balázs Egon tervei alapján, a Székesfehérvári Közúti Üzemi Vállalat által megépített vigántpetendi Eger-patak-hídján felborult egy katonai olajszállító, melynek tartálya megrepedt. A baleset körülményei sosem kerültek nyilvánosságra, következményei azonban igen súlyosak voltak a térség vízi élővilágára nézve: a patakba telepített pisztrángállomány szinte teljes egészében eltűnt a folyócskából, s hosszú időre kipusztultak a tiszta vizet kedvelő rákfajok is. A korabeli napilapok szerint 1000-1300 liter, vízügyes források szerint viszont mintegy 3000 liter szénhidrogén-származék jutott a honvédségi tartálykocsi megrepedt tartályából. A védekezés összköltsége 32.000 forintra rúgott.[1]